# Anorexie mentale
Ne doit pas être confondu avec Anorexie.
 Mise en garde médicale
L'anorexie mentale (du grec ancien ἀν-όρεξις (anórexis) = « perte de l'appétit ») est un trouble des conduites alimentaires (TCA) qui se caractérise par une préoccupation très forte du poids corporel, qui entraîne des restrictions alimentaires drastiques. Les sujets qui souffrent de ces troubles sont surtout des femmes et des adolescentes.
Les causes sont inconnues et multiples. Les mécanismes sont probablement complexes. On retrouve souvent une perturbation psychologique de l'image du corps (dysmorphophobie). L'élément moteur est souvent considéré comme un désir de contrôle de soi et de ses émotions trop fortes. La mode et les phénomènes d'imitations entre adolescents sont souvent incriminés, mais ils restent difficiles à isoler de l'histoire du sujet qui souffre de son environnement familial et d'événements de vie déclenchants. De la même façon, la quête spirituelle et le désir d'absolu au moment notamment de l'adolescence peut être questionnée.

## Définition
L'anorexie mentale, ou anorexia nervosa, est un trouble des conduites alimentaires. Elle se manifeste par « un refus catégorique de maintenir un poids corporel normal et par des mesures extrêmes et intentionnelles visant à perdre du poids ou à ne pas en prendre en période de croissance ». Souvent, ces restrictions s’accompagnent d’activités physiques ou intellectuelles intenses.

## Épidémiologie
Depuis les années 1970, l'incidence de l'anorexie mentale augmente dans les pays industrialisés, alors qu'elle était considérée jusqu'alors comme une affection très rare. Dans les années 1990, l'incidence annuelle de l'affection était estimée à 8,2 nouveaux cas pour 100 000 habitants (14,6 pour les filles et 1,8 pour les garçons). L'augmentation concerne surtout les formes modérées, les formes graves restant stables.
Au début du XXIe siècle, sa prévalence dans la population générale est estimée à 0,6 %, touchant très majoritairement les femmes (9 femmes pour 1 homme) : de 0,9 à 1,5 % des femmes, et 0,2 à 0,3 % des hommes,.
Dans 85 % des cas, le trouble débute entre 15 et 25 ans,, avec deux pics à 12-13 ans et 18-20 ans.
L'affection sévit surtout dans les classes moyennes et supérieures des pays développés. Des études réalisées aux États-Unis indiquent que chez les Noirs et les immigrés de première et deuxième génération, il y a peu de cas. Il en est de même dans les pays à bas revenu, ce qui donne à penser que les facteurs socioéconomiques sont plus importants que les facteurs raciaux ou ethniques.
Les cas d'anorexie mentale chez l'enfant ou anorexie à début précoce (avant l'âge de 14 ans) représentent 5 % des cas d'anorexie mentale avec un sex ratio de 3 garçons pour 10 filles.

## Diagnostic
Le diagnostic doit être établi ou confirmé par des médecins spécialistes. Des adolescents présentent parfois des conduites alimentaires d'allure anorexique mais qui sont passagères, relevant parfois d'attitudes d'identification à des camarades, à des vedettes ou autres mannequins. Dès que le trouble est confirmé, il doit faire l'objet d'une consultation spécialisée et de traitement ad hoc.[réf. nécessaire]
Les critères actuels du DSM-V, pour identifier l'anorexie mentale sont les suivants :
1. Restriction des apports alimentaires et énergétiques par rapport aux besoins menant à un poids inférieur au poids normal pour le sexe, l'âge et la taille ;
2. Peur intense de prendre du poids ou de devenir gros, malgré une insuffisance pondérale ;
3. Altération de la perception du poids ou de la forme de son propre corps (dysmorphophobie) ;
4. Influence excessive du poids ou de la forme corporelle sur l’estime de soi, ou manque de reconnaissance persistant de la gravité de la maigreur actuelle.

Il distingue deux grands types d'anorexie mentale :
- type restrictif : au cours des trois derniers mois, la perte de poids est obtenue essentiellement par régime, jeûne et/ou exercice physique excessif ;
- type avec accès hyperphagiques ou prise de purgatifs : au cours des trois derniers mois, le sujet a présenté des crises d'hyperphagie régulièrement et/ou a eu recours à des vomissements provoqués et/ou des comportements purgatifs.

Il peut exister aussi une hyperactivité physique. Chez l'animal un mécanisme moléculaire commun à l’anorexie et à l’hyperactivité, qui associerait inévitablement les deux traits, a été identifié

### Comorbidités
L'anorexie mentale est souvent associée à d'autres troubles psychiatriques : troubles obsessionnels et compulsifs, phobie sociale, trouble anxieux généralisé, personnalité borderline, troubles addictifs et épisodes dépressifs caractérisés.

## Complications
L'anorexie mentale peut entrainer de nombreuses complications médicales aiguës ou chroniques, dont certaines sont irréversibles, mettant en jeu le pronostic vital. Un diagnostic précoce et une prise en charge rapide préviennent ces complications en améliorant le pronostic.
Non traitée, la perte de poids par restriction alimentaire peut aller jusqu'à une dénutrition avec de nombreux déficits en minéraux, vitamines et autres éléments essentiels.

### Complications morphologiques et cutanées
L'amaigrissement s'accompagne d'une amyotrophie (perte musculaire) avec chez les femmes, la perte de caractères sexuels secondaires (fesses, seins, hanches) avec allure androgyne, os saillants (côtes, omoplates…), œdèmes de carence.
Le teint est pâle ou jaunâtre, la peau est sèche, sujette aux ecchymoses et aux défauts de cicatrisation. Les cheveux et les ongles sont cassants. Les extrémités (doigts, orteils, nez, oreilles…) prennent une teinte violacée par trouble de la microcirculation cutanée.
Les os se déminéralisent (ostéopénie, ostéoporose) avec un risque accru de fractures.

### Complications cardiopulmonaires
La bradycardie (rythme cardiaque ralenti) et l'hypotension sont fréquents mais réversibles à la reprise d'une alimentation normale. En revanche, une tachycardie (rythme accéléré) au repos est un signe d'alerte. Chez l'anorexique, un allongement de l'intervalle Q-T à l'électrocardiogramme est un indicateur de risque d'arythmie et de torsades de pointe.
Des complications pulmonaires, plus rares, peuvent mettre en jeu le pronostic vital comme le pneumothorax.

### Complications digestives
La plus fréquente est la constipation qui peut entrainer un abus de laxatifs en automédication. Les vomissements répétés peuvent induire des troubles de l'œsophage et buccodentaires. La perte de poids et le jeûne peuvent aller jusqu'à une cytolyse hépatique par dénutrition, mettant en jeu le pronostic vital.
Ces troubles alimentaires et digestifs provoquent des troubles électrolytiques (perturbation de l'ionogramme sanguin) et une hypoprotéinémie avec hypoalbuminémie par carence d'apport.

### Complications hématologiques et endocriniennes
La diminution de l'indice de masse corporelle s'accompagne de troubles de la moelle osseuse avec défauts de production des cellules sanguines, variables selon les carences multiples : anémie, leucopénie, thrombopénie… isolées ou en association.
La complication endocrinienne la plus fréquente est l'aménorrhée d'origine hypothalamique avec perturbation de la sécrétion de l'hormone de libération des gonadotrophines hypophysaires. Dans de rares cas, une ovulation peut persister et une grossesse chez une patiente anorexique est considérée comme une grossesse à risque nécessitant une prise en charge multidisciplinaire.
Dans près d'un tiers des cas, l'aménorrhée précède l'amaigrissement ou persiste longtemps après la reprise du poids, ce qui indiquerait un processus psychopathologique associé et pas seulement une conséquence biologique de la dénutrition.
Chez l'homme anorexique, on retrouve des taux bas (prépubères) des hormones sexuelles avec le plus souvent une perte de la libido. L'anorexie mentale à un âge prépubère peut entrainer une petite taille à l'âge adulte, très inférieure à la taille attendue, avec retard pubertaire.

### Complications neurologiques
L'anorexie mentale peut s'accompagner d'une atrophie cérébrale, d'intensité variable, mais visible à l'imagerie, et le plus souvent réversible à la reprise d'une alimentation normale et équilibrée.
Les capacités cognitives sont d'abord longtemps conservées, avec hyperactivité physique et intellectuelle, puis elles s'altèrent avec troubles de l'attention, de la concentration et de la mémoire. Une fatigabilité intellectuelle s'installe avec ralentissement psychomoteur. À terme peuvent survenir des troubles de la conscience, convulsions ou coma.

## Pronostic

### Sur le plan psychique
Le pronostic de guérison d'une névrose dépend de plusieurs facteurs. Dans le cas d'un diagnostic réalisé pendant la puberté du sujet, la précocité de la prise en charge et la mobilisation de l'entourage familial sont déterminants. Pour un tiers des cas, les malades interrompent les soins et gardent plus ou moins de troubles alimentaires: un contrôle gardé sur les types d’aliments ingurgités, du sport souvent en excès un poids trop bas et une peur de grossir très forte. Les rechutes font partie des aléas en cours du traitement. Les considérer comme des échecs peut conduire à un découragement et des abandons. Elles doivent être travaillées et élaborées en psychothérapie pour qu'elles puissent être intégrées comme une étape du traitement. Les troubles des conduites alimentaires mettent à l'épreuve les processus d'adolescence, la pensée, l'action, la sexuation, l'autonomie, etc. Ils remettent aussi en question l'entourage familial, qui ne devra pas hésiter à recourir à des soins psychologiques.

### Mortalité et morbidité
Avec un taux de mortalité aux alentours de 10 % (à 10 ans, il est de 5 % et avoisinerait les 20 % à plus long terme), il s'agit du symptôme de maladie psychiatrique le plus mortel en absence de prise en charge. Cependant l'évolution de la maladie dépend des thérapies entreprises. Il est souvent nécessaire de poursuivre le traitement au-delà de la reprise d'un poids proche de la normale. Dans certains cas, la santé de celles et ceux qui ont vu leur état s'améliorer reste fragile et une reprise du traitement psychothérapique peut s'avérer nécessaire à distance de l'épisode initial.
Il existe un risque vital estimé à un peu plus de 5 % avec un certain nombre de morts subites, peut-être en rapport avec une prolongation de l'intervalle QT sur l'électrocardiogramme. Environ la moitié des anorexiques a recours à une psychothérapie et parvient à guérir et un tiers s'améliore mais parfois seulement de manière transitoire, à la suite, la plupart du temps, d'une interruption prématurée de la cure, ou à l'absence de mobilisation des proches. Un cinquième reste résistant à la prise en charge (refus de suivre un traitement psychothérapeutique) et se chronicise.

## Étiopathogénie
Les mécanismes de l'anorexie mentale sont complexes. Au cours de l'histoire, de nombreuses hypothèses ont été émises, comme de probables facteurs génétiques, soupçonnés sur les formes familiales et chez les jumeaux.

### Observations biologiques
L'imagerie cérébrale fonctionnelle note des anomalies chez les anorexiques. Il a été retrouvé une activité différente de certaines structures cérébrales lors de la présentation d'aliments chez ces derniers et même après régression des symptômes.
De nombreuses hypothèses physiologiques sont travaillées depuis des décennies, toutes ne sont plus d'actualité, comme pour toutes les autres psychopathologies, les recherches dans le domaine sont en cours et aucune d'elles ne s'impose actuellement comme pouvant être retenue comme définitive. On doit donc être prudent lorsqu'on en prend connaissance et qu'on les diffuse.
En 1994, a été isolée une hormone sécrétée par les cellules du tissu gras, les adipocytes. Cette hormone, appelée leptine, renseignerait le cerveau sur les réserves en graisse de l'organisme. La leptine est le produit de l'expression du gène obèse (ob). Les mutations de ob induiraient une obésité morbide majeure associée à un diabète gras. La sécrétion de leptine aurait pour action de diminuer les apports alimentaires et de favoriser la perte de poids. Les taux plasmatiques de leptine sont fortement corrélés à la masse graisseuse mesurée par l'index de masse corporelle. La perte de poids due à la restriction alimentaire serait associée à une diminution des taux plasmatiques de leptine. Il existerait des récepteurs à leptine au niveau du noyau arqué de l'hypothalamus. Une élévation du taux de leptine circulante est détectée par les neurones du noyau arqué. Il s'ensuivrait un ensemble de réponses complexes, humorales, viscéro-motrices et comportementales qui inhiberaient la prise alimentaire.
Un des moyens par lesquels la leptine diminuerait l'apport alimentaire serait la baisse de la valeur appétitive des aliments. La leptine modifierait l'état du circuit méso-limbo-cortical impliqué dans les mécanismes de récompense. La perte de poids résultant d'une restriction alimentaire chronique augmenterait les effets de récompense d'une stimulation de l'hypothalamus latéral et inversement, l'injection de leptine diminuerait l'effet de récompense d'une stimulation de l'hypothalamus latéral chez le rongeur. Ce mécanisme pourrait être utile à l'analyse du phénomène de chronicité de l'anorexie mentale.
Les adipocytes ne secréteraient pas seulement de la leptine. Un autre peptide identifié en 1995, l’adiponectine, interviendrait dans la régulation du métabolisme glucidique et lipidique. Les taux sanguins d’adiponectine sont abaissés dans l’obésité et augmentés chez les boulimiques à poids normal. Des études épidémiologiques faites chez les jumeaux montrent qu'il existe un héritage partiel des troubles de conduites alimentaires. Pour les jumelles monozygotes, Kendler et col. trouvent 56 % de concordance dans l'anorexie, 23 % de concordance de la boulimie, et pour les jumelles dizygotes, 5 % dans l'anorexie et 8,7 % dans la boulimie. Il est donc possible qu'il existe une vulnérabilité biologique en partie héréditaire, passant peut-être par le gène codant la leptine ou les autres neuromédiateurs impliqués dans la régulation des conduites alimentaires.

### Observations psychologiques
En psychanalyse, l'anorexie mentale est un symptôme de névrose obsessionnelle régulièrement observé, en particulier chez les sujets de sexe féminin. L'anorexie est un symptôme caractéristique de névrose obsessionnelle (une pensée culpabilisante, sans cesse présente à l'esprit, dont on ne parvient pas à se débarrasser) avec souvent une forte angoisse de grossir compensée par des efforts incessants pour maigrir. L'anorexique interprétant son image comme beaucoup plus grosse qu'elle n'est en réalité (le fait de se répéter qu'elle est trop grosse l'amenant à conclure qu'elle est trop grosse dès qu'elle identifie son image dans un miroir par exemple).
En psychopathologie, l'anorexie mentale est appréhendée comme une conduite addictive.
En effet, dans le cadre de l'anorexie, des modifications du système de récompense pourraient entraîner une incapacité générale à éprouver la satisfaction, qu'il s'agisse de nourriture, de rapport sexuel ou de gain dans des jeux. En ce sens, cette maladie présenterait certains traits communs avec les dépendances aux drogues. À une différence près, cependant : la personne malade ne serait pas dépendante d'une substance chimique, mais de la sensation de faim ou de privation. En effet, cette sensation de faim produirait un plaisir addictif chez ces personnes.
Un autre courant de pensée, provenant des États-Unis et du Canada, associe l'anorexie au domaine de la phobie, tandis que la boulimie relèverait de la dépendance.
L'anorexie est corrélée avec une rigidité psychologique, ce qui est aussi le cas de l'autisme. Des études attirent l'attention sur la possibilité de l'anorexie en tant que symptôme de troubles du spectre de l'autisme,,,,,,.
De nouvelles approches sur la représentation du corps ont permis d'identifier chez les patientes avec anorexie mentale des distorsions profondes du schéma corporel et non spécifiques aux zones classiquement évoquées par les patientes comme source de mal-être : la représentation de la main est également atteinte, avec une main vue plus large que la réalité.

### Observations sociologiques
Les cas d’anorexie mentale sont en augmentation dans le monde occidental. Cela se vérifie dans l’ensemble des pays européens, aux États-Unis et au Canada, au Japon, chez les populations blanches d’Afrique du Sud et dans les classes les plus aisées d’Amérique du Sud. Ils se retrouvent majoritairement dans les populations blanches et sont rares chez les noirs américains et africains. On ne retrouve que très peu de cas d’anorexie mentale en dehors de la sphère occidentale, ainsi en témoignent diverses études en Alaska chez les populations inuites, ou en Inde.[réf. obsolète]
Certains expliquent cette séparation par le fait que la société occidentale est plus centrée sur l’individualisme, ce qui développe la compétition. Les populations noires d’Afrique et d’Amériques seraient moins touchées par l’anorexie du fait qu’elles possèdent un esprit plus communautaire et un mode de vie moins axé sur la compétition individuelle.
Mais il existe aussi une corrélation de pratiques d'activités par des groupes plus touchés par les TCA, dont l’anorexie mentale. D’autres études portant sur les élèves mannequins, ou encore sur les jockeys professionnels, mettent en évidence les mêmes comportements. Depuis le 1er janvier 2013, la législation israélienne interdit aux mannequins hommes et femmes de défiler ou d'apparaître dans les médias du pays si leur indice de masse corporelle (IMC) est inférieur à 18,5.
Certains évoquent la possibilité que l'anorexie soit plus fréquente dans les classes sociales moyennes et supérieures.[réf. obsolète]

## Facteurs de risques
Les facteurs épistémologiques de la névrose sont à rechercher dans l'histoire psychologique du sujet, dans laquelle l'environnement familial, l'environnement social, la prédisposition génétique jouent un rôle important.
La présence, dans l'entourage familial, de sujets souffrant de troubles psychologiques et en particulier de névroses est un facteur déterminant. C'est pourquoi il est recommandé notamment aux parents d'adolescentes présentant des symptômes névrotiques de suivre une thérapie personnelle ou familiale.
Le manque de confiance en soi peut aussi être un symptôme associé, ainsi qu'un comportement de toute-puissance. En effet, en contrôlant et maîtrisant son alimentation, et donc, par ricochet en ayant un pouvoir sur son corps, la personne souffrant d'anorexie mentale ressentirait un sentiment de toute-puissance.

## Pendant la pandémie de Covid-19
Selon une petite étude observationnelle publiée dans The Lancet, l'anorexie n'augmente pas le risque d'infection grave par la Covid-19. Cependant, la pandémie de Covid-19 et ses confinements successifs ont provoqué une forte augmentation des cas de troubles alimentaires chez les jeunes,, qui a été remarquée dans de très nombreux pays. Au Royaume-Uni, le nombre de cas a doublé. En France, les capacités d’accueil en psychiatrie et addictologie ont été dépassées,,.
Selon certains, ces situations sont associées à l’isolement social, à la dérégulation des rythmes et aux retours contraints dans le cadre familial.

## Traitements
La prise en charge de l'anorexie mentale a fait l'objet de la publication de plusieurs recommandations. Celles de l'American Psychiatric Association datent de 2012 ; celles, anglaises, de 2017.
Il peut exister un risque vital (déshydratation, troubles électrolytiques, hypotension) nécessitant une hospitalisation en urgence.
Le traitement se fonde sur deux plans, tout d'abord la reprise de poids pour éviter les problèmes de dénutrition notamment les problèmes métaboliques, de retard de croissance, d'aménorrhée et d'ostéoporose. Une alimentation par sonde naso-gastrique est parfois nécessaire dans les formes graves. Les patients sont parfois pris en charge dans des services de médecine et la prise en charge psychiatrique au départ n'est pas la priorité. Ensuite, lorsque l'état de santé est moins grave, une hospitalisation ou un suivi par une équipe de psychiatrie permet d'expliquer cette pathologie et de limiter les rechutes. Les traitements donnent des résultats positifs tant sur le plan physique que psychologique.
L'hospitalisation, lorsqu'elle est nécessaire en cas de risque vital, a pour objet d'aider à la reprise de poids. Pour ce faire, le malade est idéalement accompagné par une équipe multidisciplinaire comprenant un médecin, un diététicien et un psychothérapeute.
La renutrition est essentielle. Elle peut être faite par voie orale, par sonde naso-gastrique ou une combinaison des deux. L'apport calorique est, le plus souvent, élevé.

### Psychothérapie
La prise en charge doit permettre d'engager un travail psychothérapeutique qui vient donner du sens aux symptômes et proposer des solutions. Le travail sur le déni du trouble et le schéma corporel est important. La peur de grossir pourra alors se résorber, voire disparaître. La principale difficulté est le refus du traitement, par peur de prendre du poids et de devenir obèse.
Le succès dépend de l'implication du sujet, qui est souvent dans une attitude de déni face à la maladie et dans un comportement de refus d'une cure par la parole. La mobilisation de l'entourage est indispensable, en particulier avec les sujets les plus jeunes, pour favoriser le succès de la cure.
Comme dans toute psychothérapie, la parole est essentielle. Avec la prise en charge par un professionnel, la mobilisation de l'entourage familial est également un facteur clef du succès de la thérapie. Il est recommandé d'entretenir un dialogue, sans dramatiser la situation et sans se focaliser sur l'alimentation. En effet le trouble du comportement alimentaire n'est qu'un symptôme. Il faut aider le patient à prendre conscience qu'il souffre d'une maladie qui peut se soigner, et que la cause réelle est cachée derrière le symptôme comportemental.
Une psychothérapie psychanalytique peut apporter une amélioration du comportement, mais devra être prolongée pour un résultat stable,.
D'autres approches, comme l'Analyse Psycho-Organique, qui travaillent avec la sensation corporelle, l'émotion et l'élaboration de situations difficiles que la personne a vécues, peuvent aussi avoir des effets thérapeutiques.
Une psychothérapie familiale qui ne prend pas en compte que les troubles du comportement alimentaire mais ciblant la dynamique intrafamiliale peut être utile,.
Dans les cas les plus graves, une approche nutritionnelle est indispensable. Il est important de noter que, dans les faits, aucune thérapie ne peut être entreprise avant que la personne n'ait atteint un certain poids, qui lui permettra de bien comprendre les concepts présentés. Et c'est ce que préconise la méthode de Maudsley. Originaire d'un hôpital britannique, cette méthode semble obtenir des résultats favorables, plus particulièrement chez une patientèle de jeunes anorexiques dont l'âge se situe entre les 11-14 ans. Elle permet de réduire la mortalité et d'assurer le traitement de la dénutrition. Ce qui différencie cette méthode est l'implication importante des parents dans le plan de traitement.
Il n'existe pas de traitement médicamenteux ayant prouvé une quelconque efficacité dans cette maladie en l'absence d'autre pathologie associée.

### Voies de recherche
La stimulation cérébrale profonde par implantation d'électrodes intracérébrales reliées à un stimulateur, est en cours de test dans les formes graves et résistantes, notamment dans le cadre de la boulimie.Il s'agit d'une technique totalement expérimentale, ne répondant à l'heure actuelle à aucun protocole particulier. En appliquant un champ magnétique au niveau du cerveau, elle permettrait de modifier l'activité des neurones.
La remédiation cognitive est également en cours d'étude. Elle permettrait de modifier la logique et l'automatisme de certains comportements.

## Histoire et société

### Avant leXIXesiècle
L'existence de l'anorexie mentale dans les temps anciens fait débat. Des historiens médiévaux ont soutenu que des saintes mystiques réputées pour supporter de longs jeûnes, ne se nourrissant que d'une hostie par jour, souffraient en fait d'une anorexie mentale. Le premier cas mentionné dans l’Histoire serait alors celui de Catherine Benincasa, sainte Catherine de Sienne, qui vécut au XIVe siècle (1347–1380).
Toutefois d'autres historiens considèrent que ce type de diagnostic est simpliste, et que les données historiques sont insuffisantes pour un diagnostic rétrospectif de cas individuels. Certes, au Moyen Âge, des périodes de jeûne et de sévères privations avaient cours au sein de communautés religieuses mystiques, pouvant aboutir par ascétisme à des états de privation physiologiquement identiques à ceux par anorexie mentale moderne. Mais réduire cela à un diagnostic médical ne tient pas compte de la variété des contextes socio-culturels et des raisons différentes où des individus choisissent de se priver de nourriture.
Pour les médecins historiens, la première description de la maladie serait celle de Richard Morton (1637-1698) qui lui donne le nom de « phtisie nerveuse » au XVIIe siècle (1689). Il désignait ainsi un amaigrissement de tout le corps, avec pâleur et perte d'appétit, comme dans la phtisie pulmonaire mais sans fièvre, ni toux. Cette maladie est aussi aussi appelée phtisie hypocondriaque, mélancolique ou hystérique.
Des médecins historiens discutent aussi d'une maladie historique appelée chlorose des jeunes filles dont la nature exacte reste mystérieuse et qui serait en rapport avec une forme d'anorexie mentale.

### XIXesiècle
L'approche moderne de l'anorexie mentale débute dans les années 1860-1870, lorsque des neuropsychiatres britanniques et français commencent à la distinguer des autres maladies s'accompagnant d'une perte d'appétit. William Gull (1816-1890) publie en 1873 son étude sur Anorexia Nervosa, terme établi et usuel depuis dans le monde anglo-saxon. Il isole ici une maladie cohérente, distincte des autres troubles mentaux et des autres maladies avec amaigrissement comme la tuberculose, le diabète maigre ou le cancer.
La même année, le français Ernest-Charles Lasègue (1816-1883) est l'un des premiers à donner une description psychopathologique de ce qu'il appelait l'« anorexie hystérique ». Il note que cette affection touche le plus souvent les jeunes filles, tout en suggérant le rôle de facteurs psychologiques familiaux.
Ces deux auteurs sont restés des exceptions et n'ont pas réussi à convaincre, à leur époque, de l'existence d'un syndrome spécifique, sommairement défini comme les « trois A » : anorexie, amaigrissement et aménorrhée,.
Pour les médecins de la fin du XIXe siècle, l'anorexie mentale n'est pas une maladie indépendante, mais une variante de l'hystérie centrée sur le système digestif, ou une forme juvénile de neurasthénie. Dans leur approche, ils se polarisent sur les symptômes physiques qui accompagnent la perte d'appétit alléguée par le patient. Leur objectif premier est de restaurer un poids raisonnable et non pas de s'interroger sur les causes psychologiques ou émotionnelles du refus de nourriture.

### Début duXXesiècle
Dans la première moitié du XXe siècle, l'anorexie mentale est abordée selon deux modèles médicaux différents et séparés : le modèle organique et le modèle psychodynamique.
Le modèle organique est basé sur le postulat d'une maladie hormonale à traiter par organothérapie. En 1914, l'allemand Morris Simmonds (en) (1855-1925) publie un cas de cachexie extrême due à une destruction du lobe antérieur de l'hypophyse. L'anorexie mentale présentant des symptômes communs avec la cachexie, cette observation conduit de nombreux cliniciens à penser que l'anorexie mentale pourrait être une déficience en hormones hypophysaires. D'autres chercheurs impliquent la glande thyroïde ou d'autres glandes. Dans les années 1920 et 1930, l'anorexie mentale est une insuffisance hormonale traitée de diverses façons (extraits hypophysaires ou thyroïdiens, insuline, œstrogènes, etc.).
L'approche psychodynamique est alors très minoritaire, représentée par Pierre Janet (1859-1947) et Sigmund Freud (1856-1939). Ces deux auteurs envisagent l'anorexie mentale comme un trouble du développement psychosexuel. Pour Janet, l'adolescente anorexique refuse la nourriture pour retarder sa puberté et repousser la sexualité adulte. Pour Freud, s'imposer de ne pas manger est aussi un refoulement de pulsions sexuelles.
À partir des années 1930, l'échec des modèles endocriniens devenant évident, la réputation du mouvement freudien grandit, avec une plus grande attention au rôle des émotions dans la maladie. Quoique les thérapies biomédicales persistent, les psychothérapies prennent plus d'importance, et à la veille de la Seconde Guerre mondiale, des psychiatres influencés par la psychanalyse proclament que pour la jeune fille anorexique, l'acte de manger équivaut à une fécondation orale et l'état d'obésité à un état de grossesse.

### Après la Seconde Guerre mondiale
À partir des années 1950, des interprétations plus complexes des origines psychiques de l'anorexie mentale se font jour. Dès lors, l'hypothèse que les problèmes physiques associés ne sont pas la cause de l'affection mais plutôt la conséquence de l'arrêt de l'alimentation est plus souvent acceptée.

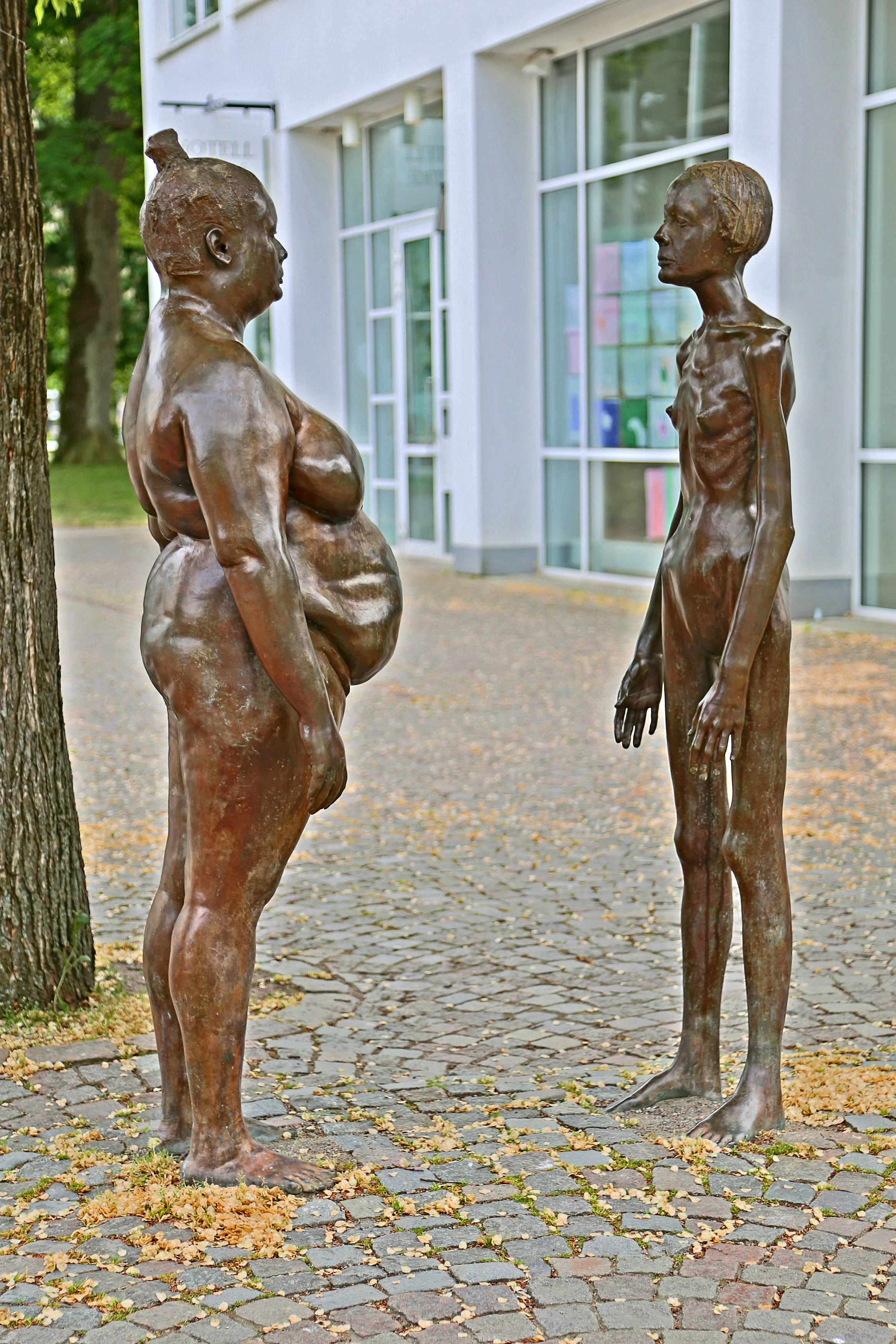
L'obésité et l'anorexie mentale, ou les deux figures de la modernité. Sculptures de la ville de Växjö (Suède).

Les années 1970 sont marquées par les travaux de la psychiatre américaine Hilde Bruch (1904-1984) qui souligne l'importance du milieu familial dans la formation de la personnalité. Elle reprend les travaux de Lasègue pour caractériser les familles d'anorexiques qui seraient hyperprotectrices, rigides et conformistes, limitant l'autonomie de l'enfant, et incapables de résoudre les conflits intrafamiliaux. Selon Bruch, l'anorexie de la jeune fille est une tentative d'échapper à son impuissance, en exerçant en retour, par le refus de manger, le contrôle de son environnement familial.
Son livre à destination du grand public The Golden Cage : The Enigma of Anorexia Nervosa (1978) est vendu à 150 000 exemplaires, suscitant de nombreux articles dans les magazines populaires. L'information diffusée dans le public par Bruch s'accompagne dans le même temps d'une augmentation spectaculaire des cas reportés d'anorexie. Ce phénomène suscite des interprétations psychosociologiques où l'anorexie mentale n'est plus une honte à réprobation morale, mais une affection à la mode, une maladie culturelle émergente du monde moderne,.
À partir des années 1980, les troubles des conduites alimentaires en psychopathologie ont suscité une attention des spécialistes, notamment pour leur parenté structurelle avec les addictions.
En France, une proposition de loi pour lutter contre l'anorexie est présentée en 2008,. Le texte n’est pas parvenu au Sénat.
L'article L. 7123-2-1 du code du travail, issu de la Loi no 2016-41 de modernisation du système de santé du 26 janvier 2016, spécifie que « l'exercice de l'activité de mannequin est conditionné à la délivrance d'un certificat médical. Ce certificat atteste que l'évaluation globale de l'état de santé du mannequin, évalué notamment au regard de son indice de masse corporelle, est compatible avec l'exercice de son métier ».
Un autre cas célèbre est celui d’Élisabeth de Wittelsbach, dite Sissi, l’impératrice d’Autriche-Hongrie, qui vécut au XIXe siècle (1837–1898). Au XXe siècle, il est possible de citer également la philosophe Simone Weil ou la chanteuse et percussionniste du groupe américain The Carpenters, Karen Carpenter.

### Mouvements pro-ana et pro-mia
Le mouvement « pro-ana » est un mouvement d'anorexiques qui prétend que l'anorexie mentale n'est pas une maladie, mais plutôt un mode de vie. Ce mouvement est le « miroir » d'un autre mouvement nommé pro-mia pour la boulimie. Même si les deux restent liés, ce dernier a moins d'adhérents. Il prône le fait de manger sans mesure et de se faire vomir ensuite pour ne pas prendre de poids. Les sites web des membres de ces mouvements sont une source de « motivation » pour les autres membres et les poussent à persévérer dans leur perte de poids en imposant des commandements et en montrant des lettres de motivation ou même d'insultes « écrites par Ana ou Mia ».
Deux propositions de lois visant à interdire l'incitation à l'anorexie ont été déposées à l'Assemblée nationale par des députés français en 2007 et 2008, mais n'ont pas abouti,.

### Mouvement Thigh gap
Le Thigh gap est un mouvement qui encourage la maigreur, en promouvant le fait d'avoir un écart entre les cuisses. Il s'agit d'une mode, plutôt auprès des adolescents, qui peut représenter un facteur de risque encourageant l'anorexie mentale,.

#### Études
(Dans l'ordre alphabétique des noms d'auteurs)
 : document utilisé comme source pour la rédaction de cet article.
- Karin Bernfeld, Déjouer les troubles alimentaires,  éd. Librio/Flammarion, 2007
- Bernard Brusset, Psychopathologie de l'anorexie mentale, Dunod 1998
- Hilde Bruch :
  - Les Yeux et le Ventre, Paris, Payot, 1994  (ISBN 2-228-88836-2).
  - Conversation avec des anorexiques, Paris Payot, coll. « Petite Bibliothèque Payot », 2005  (ISBN 2-228-89983-6).
- Maurice Corcos, Le corps absent, approche psychosomatique des troubles des conduites alimentaires, Dunod 2000
- Jean E. Dumas, Psychopathologie de l'enfant et de l'adolescent, Louvain-la-Neuve, De Boeck Supérieur, 2013, 783 p. (ISBN 978-2-8041-7312-8).
- Caroline Eliacheff, Ginette Raimbault, Les indomptables : Figures de l'anorexie,  éd. Odile Jacob (OCLC 468650878)
- Philippe Jeammet, Anorexie - boulimie : Les paradoxes de l'adolescence, Hachette, 2004
- Evelyne Kestemberg, Jean Kestemberg, Simone Decobert, La faim et le corps: Une étude psychanalytique de l'anorexie mentale, Puf, coll. « Le fil », 2005  (ISBN 2-13-054835-0)
- Vladimir Marinov, Joyce McDougall et al. Anorexie, addictions et fragilités narcissiques, Puf, « Petite bibliothèque de psychanalyse », 2001  (ISBN 9782130519225) [lire en ligne]
- Margaux Merand, « L’anorexie mentale comme production aliénée de soi-même », sur Implications Philosophiques, 1er avril 2019.
- Alain Perroud :
  - L'anorexie et la boulimie, éditions Favre, Lausanne
  - Faire face à l'anorexie, éditions Retz
- Xavier Pommereau, Jean-Philippe de Tonnac, Le mystère de l'anorexie, Albin Michel, 2007  (ISBN 2-226-18054-0)
- Daniel Rigaud, Anorexie, boulimie, compulsions. Les troubles du comportement alimentaire, Milan, 2002,  (ISBN 2-7459-0521-X).
- Marie Claude de Sève, Troubles alimentaires : Comment mettre un frein à l'anorexie et à la boulimie. Quebecor, coll. «Psychologie», 2009,  (ISBN 978-2-7640-1443-1)
- Yves Simon et François Nef, Comment sortir de l'anorexie ? Et retrouver le plaisir de vivre, Odile Jacob, 2002  (ISBN 2-7381-1069-X)
- Thierry Vincent, L'Anorexie,  éd. Odile Jacob-poche, 2006,  (ISBN 2-7381-1786-4)